# 鈴木重教
鈴木 重教（すずき　）は、戦国時代の武将。寺部城主。

## 生涯
天文2年（1533年）には岩津城（愛知県岡崎市岩津町）外で松平清康と戦うなどしていたが、三河に進出した今川義元に服属。しかし織田信長が台頭すると織田氏側に付いて離反したため、今川勢に攻められ、永禄元年（1558年）には鈴木重辰が松平重吉・元信と戦うなど、松平氏との攻防を繰り返した（寺部城の戦い）。
永禄9年 (1566年) 織田信長の家臣佐久間信盛に攻められ落城し、鈴木重教は矢並城へ逃れ、後に今川氏を頼って駿河へ落ちた。